# Isaac Carasso

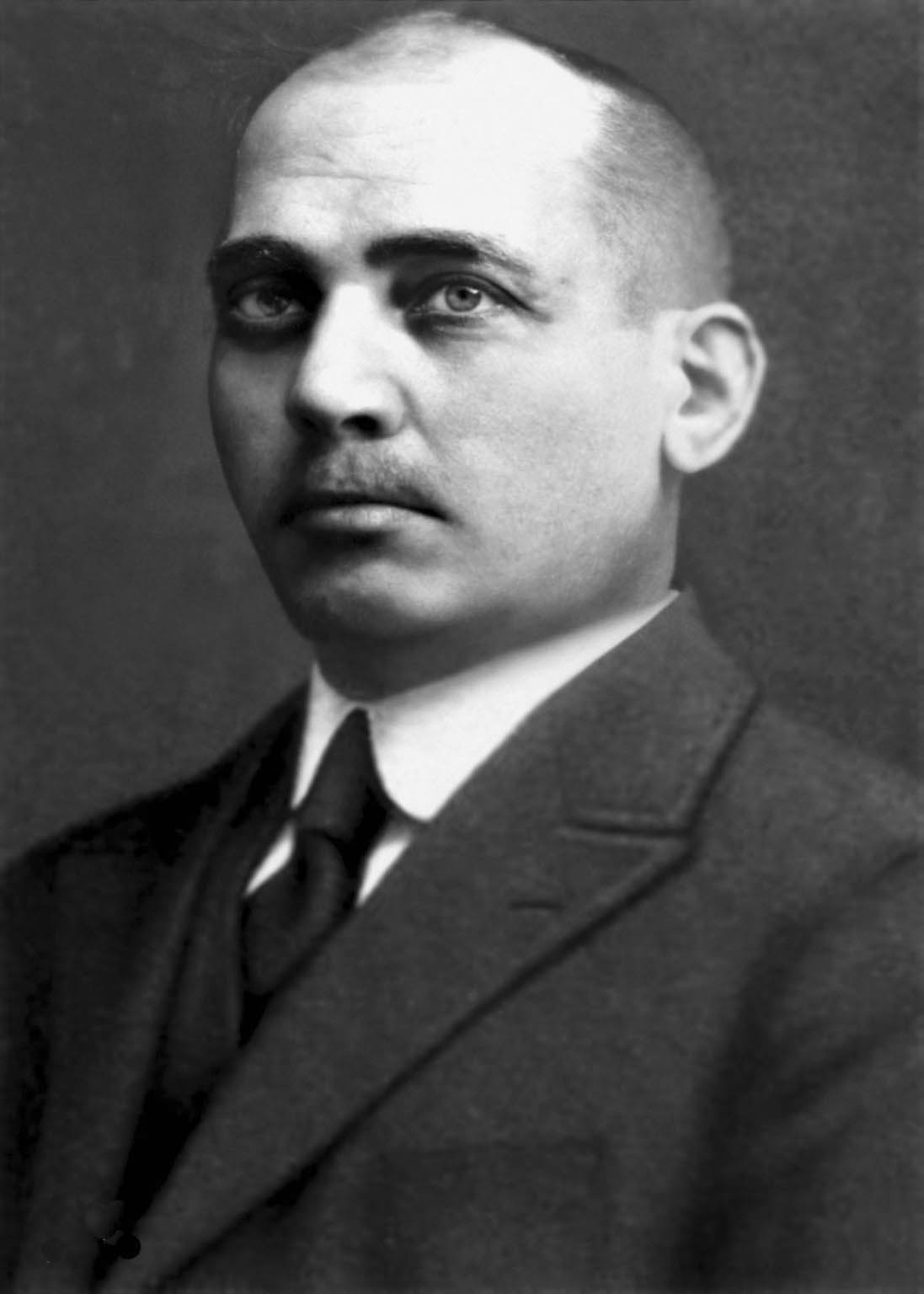
Isaac Carasso um 1920

Isaac Carasso (geboren am 21. Januar 1874 in Saloniki, Osmanisches Reich; gestorben am 19. April 1939 in Paris, Frankreich) war einer der Pioniere der Vermarktung von Joghurt in Westeuropa und der Gründer des Unternehmens Danone.

## Leben
Isaac Carasso wurde 1874 als Sohn einer Familie sephardischer Juden im damals osmanischen Saloniki geboren, das eine der größten jüdischen Gemeinden Europas beherbergte. Einige Monate nachdem die griechische Armee 1913 im Zweiten Balkankrieg die multiethnische Stadt eingenommen hatte, floh die Familie von Isaac Carasso und ließ sich in Barcelona nieder.
Dort bemerkte Carasso, dass zahlreiche Kinder der Stadt an Verdauungs- und Magen-Darm-Beschwerden litten. Da er die Arbeiten von Ilja Iljitsch Metschnikow kannte, der die Heilung dieser Beschwerden durch vergorene Milch bekannt gemacht hatte, kam er auf die Idee, den aus vergorener Milch hergestellten Joghurt des Balkans als Heilmittel zu verwenden. Er importierte einige Joghurtkulturen aus Bulgarien und diejenigen, die Metschnikow im Institut Pasteur in Paris gezüchtet hatte. Da Joghurt in Westeuropa damals weitgehend unbekannt war, vertrieb er diesen zunächst als Medikament in Apotheken. Ein kleines Geschäft zum Verkauf von Joghurt, das er 1919 eröffnete, war der Grundstein für den späteren Danone-Konzern. Er gab ihm den Namen „Danone“ in Referenz an Danón, den Rufnamen seines Sohnes Daniel in Ladino. 
Daniel Carasso verließ 1923 im Alter von 18 Jahren Spanien und studierte unter anderem am Institut Pasteur in Paris. Im Jahr 1929 gründete Daniel Carasso die „Société Parisienne du Yoghurt – Danone“. Während des Zweiten Weltkrieges floh er aus dem besetzten Paris nach New York, wo er in der Bronx ein Joghurt-Geschäft eröffnete. Unter dem Namen „Dannon Yoghurt“ vertrieb er im größeren Stil seine Produkte. Nach dem Krieg weitete er auch in Europa erneut unter dem Namen „Danone“ das Geschäft aus. Daniel Carasso starb am 17. Mai 2009 im Alter von 103 Jahren.

## Familie
Der osmanische Politiker Emmanuel Karasu ist Isaac Carassos Onkel.